# クロニクル・オブ・フィランソロピー
『クロニクル・オブ・フィランソロピー（英: The Chronicle of Philanthropy）』は、ワシントンD.C.に拠点を置く、フィランソロピー（慈善活動）の非営利分野を扱う雑誌およびデジタルプラットフォームである。慈善団体の指導者、財団の幹部、資金調達者、およびその他フィランソロピーに関わる人物を対象としている。『クロニクル・オブ・フィランソロピー』は、年間12号の印刷版に加え、日々のウェブニュースと「Philanthropy Today」など複数の電子ニュースレターを発行している。
『クロニクル・オブ・フィランソロピー』は、編集者フィル・セマスと当時のマネージング・エディターであるステイシー・パーマーによって1988年に創刊された。当初は『The Chronicle of Higher Education』という大学関連の週刊新聞を発行するThe Chronicle of Higher Education Inc.が所有していた。2022年5月4日、『クロニクル・オブ・フィランソロピー』は独立した非営利団体として分離・独立する計画を発表した。2023年2月時点で、内国歳入庁（IRS）の承認を受け、この移行は完了した。

## 研究プロジェクト
『クロニクル・オブ・フィランソロピー』は、「The Philanthropy 400」などの研究プロジェクトに関与しており、これは毎年、資金調達額に基づいて全米最大の非営利団体をランク付けするものである。また「The Philanthropy 50」では、非営利団体に最も多くの資金を寄付した個人を毎年ランク付けしている。2012年の調査によれば、年収10万ドル以上の富裕層は平均4.2％を慈善活動に寄付しており、年収5万～7万5千ドルの中間層が平均7.6％を寄付していることと比較すると、その割合は低い。2007年には、有名人の慈善活動における信頼性を評価し、有名人の関与は報道される注目度ほど効果的ではないことがしばしばであると結論づけた。

## スタッフ
『クロニクル・オブ・フィランソロピー』の最高経営責任者はステイシー・パーマーであり、編集長はアンドリュー・サイモンである。取締役会の議長は、BMeのCEOであるトラビアン・ショーターズである。